# Parisina (film 1909)
Parisina (titolo completo italiano Un amore alla corte di Ferrara del XV sec.) è un cortometraggio muto italiano del 1909 diretto da Giuseppe De Liguoro.